# بالماهورن
بالماهورن (به لاتین: Balmahorn) یک کوه در سوئیس است که در کانتون وله واقع شده‌است. بالماهورن ۲٬۸۷۰ متر بالاتر از سطح دریا واقع شده‌است.